# Govern en l'exili
Un govern en l'exili és un grup polític que diu ser el govern legítim d'un país, però per diverses raons, no pot exercir el seu poder legal, i a més resideix en un país estranger o àrea exterior. Els governs en l'exili, en general operen sota el supòsit que algun dia tornarà al seu país natal i recuperar el poder.
És freqüent que es formin governs en l'exili en temps d'ocupació militar durant una guerra, i de vegades també després d'una guerra civil, revolució o cop d'estat. Per exemple, durant la Segona Guerra Mundial, nombrosos governs i monarques europeus, davant l'expansió de l'Alemanya nazi, es van veure forçats a buscar refugi en el Regne Unit, establint allí els seus governs en l'exili.
L'eficàcia d'un govern en l'exili depèn principalment del suport que pugui obtenir de governs estrangers, d'una banda, i de la població del seu país, per l'altre. Alguns governs en l'exili poden convertir-se en una força formidable, la qual cosa representa un greu problema per al rival en la possessió efectiva del país, mentre que uns altres es mantenen principalment com un gest simbòlic amb poc efecte sobre la situació real.

## Accions dels governs en l'exili
El dret internacional reconeix que els governs en l'exili poden realitzar molts tipus d'accions en la conducció dels seus assumptes diaris. Aquestes accions inclouen:
- fer-se part en un tractat bilateral o internacional
- esmena o revisió de la seva pròpia Constitució
- el manteniment de forces militars
- retenció del (o "l'obtenció de nou") reconeixement diplomàtic dels Estats sobirans
- l'expedició de targetes d'identitat
- permetre la formació de nous partits polítics
- establiment de reformes democràtiques
- celebració d'eleccions
- permetre les eleccions directes (o de base més àmplia) dels seus funcionaris de govern, etc.

No obstant això, cap d'aquestes accions pot servir per legitimar un govern en l'exili per convertir-se al govern legal reconegut internacionalment de la seva localitat actual. Per definició, d'un govern en l'exili es parla en termes del seu país d'origen, per la qual cosa ha de tornar al seu país natal i reconquistar el poder per obtenir legitimitat com el govern legal d'aquesta zona geogràfica.

## Governs en l'exili en l'actualitat
Els governs en l'exili amb freqüència tenen poc o cap reconeixement dels altres poders. Els governs en l'exili en l'actualitat inclouen:

### Governs deposats d'Estats actuals
La següent llista inclou als governs en l'exili que han estat creats pels governs deposats o governants que pretenen seguir sent l'autoritat legítima d'un territori que una vegada van controlar (o van ser escollits com el govern legítim).
| Nom                                                  | Exili des de | País que controla el territori reclamat | Informació | Referències                                                                               |
| ---------------------------------------------------- | ------------ | --------------------------------------- | --- | ----------------------------------------------------------------------------------------- |
| Consell de la República Popular Belarussa en l'Exili | 1920         | República de Belarús                    | És l'actual govern (formalment, parlament provisional) en l'exili més antic. En l'actualitat està dirigit per Ivonka Survilla a Toronto, Canadà. Vegeu també República Popular Belarussa. | Official website of the Belarusian NationalRepublic Arxivat 2012-07-04 a Wayback Machine. |
| Dinastia qajar                                       | 1925         | República Islàmica de l'Iran            | La Dinastia qajar, encapçalada per Mohammad Hassan Mirza II, i que actualment viu a Dallas, Texas, EUA                                                                                    |                                                                                           |
| Dinastia Pahlavi                                     | 1979         | República Islàmica de l'Iran            | La Dinastia Pahlavi, encapçalada per Reza Pahlavi II, i que actualment viu a Potomac, Maryland, EUA                                                                                       |                                                                                           |
| Govern Reial de Laos en l'Exili                      | 1975         | República Democràtica Popular Lao       | El Govern Reial de Laos en l'Exili té la seu a Gresham, Oregon, EUA | NW World News Prayer Network: # 2577                                                      |
| Dinastia Nguyễn                                      | 1945         | República Socialista de Vietnam         | Va finalitzar en 1945 quan Bảo Đại va abdicar al tron transferint els poders a la República Democràtica de Vietnam, té la seu a París, França.                                            |                                                                                           |

### Govern actual que afirma ser un govern en l'exili
| Nom                  | Exili des de | País que controla el territori reclamat | Informació | Referències             |
| -------------------- | ------------ | --------------------------------------- | --- | ----------------------- |
| República de la Xina | 1949         | República Popular de la Xina            | El govern de la República de la Xina no és sense ambigüitats 'en l'exili' perquè malgrat que va ser obligat a sortir de la totalitat del seu territori original (excepte per unes poques petites illes) i ha declarat la seva ambició de tornar a aquest territori original, la República de la Xina també diu ser el legítim sobirà i té ple control del territori que avui ocupa. Taiwan va ser posat sota el control administratiu del govern de la República de la Xina en acceptar la rendició del Japó el 1945, mentre que la República de la Xina estava compromesa en una guerra civil amb el Partit Comunista de la Xina. El 1949 el govern de la República de la Xina en virtut de Chiang Kai-shek es va traslladar a Taipei. | [ 3 ] [ 4 ] [ 5 ] [ 6 ] |

### Alternatives de govern dels territoris no autònoms
La llista a continuació es refereix als governs en l'exili de les entitats que actualment es troben inclosos en la llista de territoris no autònoms de les Nacions Unides.
| Nom                                | Exili des de | País que controla el territori reclamat | Informació | Referències          |
| ---------------------------------- | ------------ | --------------------------------------- | --- | -------------------- |
| República Àrab Sahrauí Democràtica | 1976         | Regne del Marroc                        | Té la seu en els camps de refugiats de la regió de Tinduf a Algèria, i control del que denomina la "Zona Lliure" en la part oriental del Sàhara Occidental. Reclama de iure la sobirania sobretot el territori del Sàhara Occidental. |                      |
| Estat de Palestina                 | 1988         | Israel                                  | Declarat unilateralment en l'exili a Alger per l'Organització per a l'Alliberament de Palestina que més tard es va establir l'administració territorial provisional de l'Autoritat Nacional Palestina com a resultat dels Acords d'Oslo signats per l'OAP, Israel, Estats Units i Rússia. Actualment el control total sobre tots els territoris reclamats és encara exercit per Israel però permet que l'ANP executar algunes funcions, depenent de la classificació de la zona especial. Els membres de les institucions de l'Estat de Palestina es reuneixen dins del seu territori reclamat sense tenir-ne control sobre qualsevol part. | [ 19 ] [ 20 ] [ 21 ] |

### Alternatives de govern dels territoris subnacionals
La llista a continuació es refereix a les entitats que actualment funcionen com a estats independents, però són reclamats pels governs en l'exili com a part de iure d'una entitat política diferent.
| Nom                                                     | Exili des de | País que controla el territori reclamat | Informació | Referències   |
| ------------------------------------------------------- | ------------ | --------------------------------------- | --- | ------------- |
| Govern de la República Autònoma d'Abkhàzia              | 1993         | Abkhàzia                                | Govern de la república autònoma de Geòrgia el territori del qual es troba actualment sota el control dels separatistes d'Abjasia. És dirigida per Vakhtang Kolbaia.  |               |
| Comunitat Azerbaidjana de Nagorno Karabaj               | 1994         | República de Nagorno Karabaj            | Administració provisional de l'Azerbaidjan el territori de la qual es troba actualment sota el control dels separatistes armenis. És dirigida per Bajram Safarov.    |               |
| Administració Provisional de Ossètia del Sud            | 2008         | Ossètia del Sud                         | Administració provincial de Geòrgia el territori del qual es troba actualment sota el control dels separatistes d'Ossètia del Sud. És dirigida per Dmitry Sanakoyev. |               |
| República Autònoma de Crimea                            | 2014         | Federació Russa                         | República autònoma ucraïnesa, el territori de la qual va ser annexat per la Federació Russa. (Vegeu Crisi de Crimea de 2014).                                        |               |
| Govern a l'exili de Catalunya (Consell de la República) | 2017         | Espanya                                 | Des de l'aplicació de l'article 155 de la Constitució Espanyola, el govern de Catalunya va veure's obligat a exiliar-se a Bèlgica.                                   | [ 23 ] [ 24 ] |

### Governs alternatius d'Estats actuals
La següent llista consta dels governs que s'han creat en l'exili per les organitzacions i partits polítics d'oposició que aspiren a convertir-se en autoritat de govern d'un territori real, i s'han creat com a alternativa al govern actualment en el control del territori.
| Nom                                       | Exili des de | Proclamació d'exili | País que controla el territori reclamat | Notes | Referències |
| ----------------------------------------- | ------------ | ------------------- | --------------------------------------- | --- | ----------- |
| Consell de la Corona d'Etiòpia            | 1974         | 1993                | República Democràtica Federal d'Etiòpia | El Consell de la Corona d'Etiòpia, dirigida per S.A.I. el Príncep Ermias Sahle Selassie i amb base a l'àrea de Washington DC, afirma que l'emperador segueix sent el cap legal d'Etiòpia. |             |
| Govern de Vietnam Lliure                  | 1975         | 1995                | República Socialista de Vietnam         | Amb base a Garden Grove, Califòrnia i la ciutat de Missouri, Texas, EUA. Des de 1995, ha pretès ser una continuació de la República de Vietnam. | [ 25 ]      |
| Consell Nacional de Resistència de l'Iran | 1981         | -                   | República Islàmica de l'Iran            | Coalició de cinc organitzacions polítiques d'oposició iraniana, sent la més gran organització Mojahedin-e-kalq liderada per Maryam i Massoud Rajavi. Amb seu a París, França. | [ 26 ]      |
| Quetta Shura                              | 2001         | -                   | República Islàmica de l'Afganistan      | Amb base a Quetta, Pakistan és una continuació de l'Emirat Islàmic de l'Afganistan. |             |
| Govern de Guinea Equatorial en l'Exili    | 2003         | -                   | República de Guinea Equatorial          | El Partit del Progrés de Guinea Equatorial proclama Severo Moto com el "President de Guinea Equatorial" a Madrid, Espanya. | [ 27 ]      |
| Consell Nacional Sirià                    | 2012         | -                   | República Àrab Síria                    | Amb seu en Istanbul (Turquia), el Consell Nacional Sirià s'oposa al règim del president Bashar Al-Assad, amb l'inici de la rebel·lió a Síria. Afirma que Assad ha perdut la seva legitimitat per governar i es declara com el veritable govern de Síria. Es vincula amb l'Exèrcit Lliure de Síria. |             |

### Governs independentistes
La següent llista inclou als governs en l'exili dels territoris que no són totalment independents en l'actualitat, però han estat sotmesos per una entitat política diferent.
| Nom                                             | Exili des de | Proclamació d'exili | País que controla el territori reclamat | Informació | Referències                 |
| ----------------------------------------------- | ------------ | ------------------- | --------------------------------------- | --- | --------------------------- |
| Govern en l'exili de la Ciutat lliure de Danzig | 1939         | 1947                | República de Polònia                    | Amb base a Austràlia. | [ 28 ] [ 29 ] [ 30 ] [ 31 ] |
| República de les Moluques del Sud               | 1950         | 1950                | República d'Indonèsia                   | La Republik Maluku Selatan, de les Moluques del Sud, Indonèsia, s'han exiliat als Països Baixos des de 1950. |                             |
| República de Papua Occidental                   | 1963         | 1969                | República d'Indonèsia                   | Amb base als Països Baixos i campanyes per la independència a Papua Occidental. | [ 32 ] [ 33 ]               |
| Govern de Biafra en l'exili                     | 1970         | 2007                | República Federal de Nigèria            | El Moviment per l'Actualització de l'Estat Sobirà de Biafra tracta de restablir la República de Biafra. La seva seu està a Washington DC. | [ 34 ]                      |
| República de Cabinda                            | 1975         | 1975                | República d'Angola                      | Cabinda va ser un protectorat portuguès, mentre que Angola havia estat una colònia. Cabinda va ser envaïda per Angola l'any 1975. La seva seu es basa a Kinshasa, República Democràtica del Congo |                             |
| República Txetxena d'Itxkèria                   | 2000         | 2000                | Federació Russa                         | El govern es basa principalment a l'Europa occidental, nacions àrabs i els Estats Units. Alguns membres estan lluitant en el moviment rebel en contra de l'Exèrcit Rus. | [ 35 ]                      |
| República Sèrbia de Krajina                     | 1996         | 2005                | República de Croàcia                    | Reconstituït el 26 de febrer de 2005 en Belgrad, Sèrbia per les restes del Govern de la República Sèrbia de Krajina a partir de que les forces croates els expulsessin de l'entitat no reconeguda internacionalment en 1995 durant l'Operació Tempesta al final de la Guerra de la independència croata. |                             |
| Koma Civakên Kurdistan                          | 1998         | -                   | República de Turquia                    | El seu objectiu és crear un estat kurd a Turquia, l'organització és successora del Parlament kurd en l'exili. | [ 36 ]                      |
| República d'Ambazònia                           | 1999         | -                   | República de Camerun                    | L'antic territori britànic del Mandat del Camerun del Sud. Va declarar la seva independència el 31 de desembre de 1999. | [ 37 ]                      |
| Govern en l'exili del Kurdistan Occidental      | 2004         | -                   | República Àrab Síria                    | El seu objectiu és crear un Estat kurd a Síria. Actualment té la seu a Londres, Regne Unit | [ 38 ]                      |
| Govern Copte en l'exili                         | 1992         | -                   | República Àrab d'Egipte                 | El seu objectiu és crear un Estat independent pels coptes. | [ 39 ]                      |
| Govern Provisional dels Estats Federats de Shan | 2005         | -                   | Unió de Myanmar                         | Té com a objectiu establir un Estat independent per a l'ètnia shan al territori controlat actualment per Myanmar (Birmània). | [ 40 ]                      |
| Govern Transicional de Tamil Eelam              | 2009         | 2010                | Sri Lanka                               | El seu objectiu és establir l'estat independent de Tamil Eelam. | [ 41 ]                      |

### Governs amb estatus ambigu
Aquests governs tenen vincles amb l'àrea que representen, però pel seu estatus ambigu no poden ser inclosos en altres categories d'aquest article.
| Nom                                                       | Exili des de | País que controla el territori reclamat | Informació | Referències          |
| --------------------------------------------------------- | ------------ | --------------------------------------- | --- | -------------------- |
| Administració Central Tibetana                            | 1959         | República Popular de la Xina            | L'Administració Central Tibetana del Dalai Lama, un govern en l'exili (amb seu a Dharamsala, Índia), que reclama representar al poble de Tibet.                        | [ 42 ]               |
| Govern en l'exili de la República del Turquestan Oriental | 1949         | República Popular de la Xina            | Busca la independència del Turquestan Oriental de la República Popular de la Xina.                                                                                     | [ 43 ]               |
| Emirat Islàmic de l'Afganistan                            | 2001         | República Islàmica de l'Afganistan      | Els Talibans van guanyar control sobre la major part de l'Afganistan en la guerra civil afganesa, però van ser apartats del poder en la guerra de l'Afganistan actual. | [ 44 ] [ 45 ] [ 46 ] |

## Anteriors governs en l'exili
| Nom                                                      | Exili/ Creat (*) des de | Desaparegut/ Restablert (*)/ Integrat(°) des de | País que controla el territori reclamat                                                                         | Informació | Referències |
| -------------------------------------------------------- | ----------------------- | ----------------------------------------------- | --- | --- | ----------- |
| Govern Provisional de la República Popular de Bangladesh | 1971                    | 1972°                                           | Pakistan | Amb base a Calcuta, Índia; liderat per Sheikh Mujibur Rahman que després es va convertir en President de Bangladesh. | [ 47 ]      |
| Províncies Unides dels Països Baixos                     | 1795                    | 1814°                                           | República Bàtava                                                                                                | Entre 1795 i 1814, el Govern de la República neerlandesa en l'exili es va establir a Londres arran de la invasió francesa, va ser dirigit per Guillem V d'Orange-Nassau. En última instància es van tornar a crear el Regne dels Països Baixos el 1815. |             |
| Govern de les Filipines en l'Exili                       | 1897                    | 1898                                            | Regne d'Espanya                                                                                                 | Amb base a Hong Kong, Emilio Aguinaldo establí un govern en l'exili en l'antiga colònia britànica. Com a resultat del Pacte de Biak-na-Bató. | [ 48 ]      |
| Govern Provisional de la República de Corea              | 1919                    | 1948°                                           | Imperi del Japó                                                                                                 | Govern Provisional de la República de Corea, amb base a Xangai, Xina, i més tard a Chongqing. Va ser creat en 1919 després del Moviment 1 de març (moviment independentista coreà). Posteriorment a la derrota del Japó en la Segona Guerra Mundial el President Syngman Rhee es va convertir en el primer president de la República de Corea. |             |
| Govern Provisional de la República Algeriana             | 1958                    | 1962                                            | Algèria francesa (França)                                                                                       | El Gouvernement Provisoire de la République Algérienne (GPRA) va ser el govern en l'exili del Front Algérienne de Libération Nationale (FLN) durant l'última part de la Guerra d'Independència d'Algèria (1954–62). Després de la guerra el govern en l'exili del FLN es va enfrontar amb forces lleials a l' Armée de Libération Nationale, que va acabar en un acord de compromís per dissoldre el GPRA, però que permetria que la majoria dels seus membres puguin entrar en l'govern posterior a la independència. |             |
| Govern Revolucionari d'Angola en l'exili                 | 1962                    | 1992°                                           | República d'Angola                                                                                              | El Govern Revolucionari d'Angola, fundat en 1962 i amb base a Kinshasa, República Democràtica del Congo. La branca militar coneguda com el Front Nacional d'Alliberament d'Angola va ser reconegut com a partit polític en 1992 i té tres escons al Parlament d'Angola. |             |
| Govern de Namíbia en l'Exili                             | 1966                    | 1989°                                           | Sud-àfrica | El govern en l'exili del SWAPO durant la Guerra d'Independència de Namíbia amb base a Tanzània i després Zàmbia. Es va formar després de l'oposició a l'administració de l'apartheid de Sud-àfrica a Àfrica del Sud-Oest, que havia estat declarat il·legal per la Resolució 264 del Consell de Seguretat de Nacions Unides. En 1990 va aconseguir la independència de Namíbia, amb la SWAPO com a guanyador de les eleccions pre-independència de 1989.                                                               | [ 49 ]      |
| Govern de Coalició de Kamputxea Democràtica              | 1982                    | 1993°                                           | República Popular de Kamputxea                                                                                  | Establert amb reconeixement de Nacions Unides en oposició de govern recolzat per Vietnam. Les eleccions de 1993 van portar a la reintegració del govern en l'exili en el recentment constituït Regne de Cambodja. |             |
| Govern d'Estònia en l'exili                              | 1953                    | 1992°                                           | Unió Soviètica                                                                                                  | El Govern d'Estònia en l'exili va ser establert an Suècia per diversos membres de la Comissió Nacional de la República d'Estònia. Cap Estat ha reconegut aquest govern. A més, no va ser reconegut per les legacions diplomàtiques estonianes que van ser vistes pels països occidentals com a representants legals de l'Estat ocupat. Una alternativa de govern va ser creada per un altre grup d'exiliats polítics d'Estònia en el mateix any a Múnic, però aviat va deixar d'existir.                               | [ 50 ]      |
| Segona República Espanyola en l'exili                    | 1939                    | 1977                                            | Estat Espanyol                                                                                                  | El Govern republicà espanyol en l'exili després del cop d'estat de Francisco Franco, es va establir en la ciutat de Mèxic des de 1939 fins a 1946, i després es va traslladar a París, on va durar fins a la mort de Franco. |             |
| Govern de la República Democràtica de Geòrgia en l'exili | 1921                    | 1954                                            | República Socialista Soviètica de Geòrgia                                                                       | El Govern de la República Democràtica de Geòrgia en l'exili es va establir després de la invasió soviètica de Geòrgia en 1921, amb seu en Leuville-sur-Orge, França. |             |
| República Popular Ucraïnesa                              | 1920                    | 1992                                            | República Socialista Soviètica d'Ucraïna Segona República Polonesa República de Txecoslovàquia Regne de Romania | El Govern de la República Popular Ucraïnesa en l'exili es va establir després de la invasió soviètica d'Ucraïna en 1920. |             |
| Aceh                                                     | 1976                    | 2005                                            | República d'Indonèsia                                                                                           | El Moviment Aceh Lliure, govern en l'exili del territori especial d'Aceh, Indonèsia, amb seu a Suècia. Va abandonar les seves intencions separatistes i va dissoldre el seu braç armat, després de l'acord de pau de 2005 amb el Govern d'Indonèsia. |             |
| Estat Islàmic de l'Afganistan                            | 1989                    | 1992°                                           | República Democràtica de l'Afganistan                                                                           | L'Estat Islàmic de l'Afganistan va ser un govern integrista amb base a Peshawar, reconegut per alguns Estats, creat per les faccions sunnites mujahidins que lluitaven contra el govern comunista afganès. En 1992 va poder establir-se a la capital, Kabul. | [ 51 ]      |
| Bongo Doit Partir                                        | 1998                    | 2009                                            | Gabon | Nom traduït: "Bongo ha de marxar". Fundat per Daniel Mengara, aquesta organització es va proclamar com el legítim govern de Gabon, en oposició al president Omar Bongo. Després de la mort de Bongo, en juny de 2009, Mengara va tornar a Gabon per participar en les eleccions d'aquest país. | [ 52 ]      |
| Regne de Hawaii                                          | 1893                    | 1895                                            | República de Hawaii                                                                                             | Format pels membres del govern deposat de la Reina Liliuokalani de Hawaii; una insurrecció fracassada en 1895 va forçar a la reina a formalment dissoldre el regne |             |
| Govern de Coalició Nacional de la Unió de Birmània       | 1990                    | 2012                                            | República de la Unió de Myanmar                                                                                 | Estava dirigida per Sein Win. Es componia de membres del Parlament triats en 1990, però no estava permesa pels militars a assumir el càrrec. Es basava a Rockville, Maryland, EUA |             |

### Sobirana Orde Militar de Malta
L'Orde de Malta pot ser considerat un cas de govern en l'exili, ja que no té territori, però és reconegut com un govern sobirà per nombrosos països sobirans. No obstant això, no té la pretensió de ser un Estat sobirà, sinó ser un "subjecte sobirà" del dret internacional. A més, fa segles que no reclama jurisdicció respecte de Malta, raó per la qual reconeix i manté relacions diplomàtiques amb la República de Malta.

### Segona Guerra Mundial
Molts països van establir governs en l'exili a conseqüència de la seva pèrdua de sobirania durant la Segona Guerra Mundial:
- Bèlgica (envaïda el 10 de maig de 1940)
- Txecoslovàquia (establert en 1940 per Edvard Beneš i reconegut pel govern britànic)
- França Lliure (basada en Londres des de 1940 fins a 1944)
- França de Vichy (exiliada a Sigmaringen, Alemanya, des del 7 de setembre de 1944 fins al 22 d'abril de 1945)
- Grècia (envaïda el 28 d'octubre de 1940)
- Luxemburg (envaït el 10 de maig de 1940)
- Noruega (envaïda el 9 d'abril de 1940)
- Països Baixos (envaïts el 10 de maig de 1940)
- Polònia (envaïda l'1 de setembre de 1939. Vegeu Govern de Polònia en l'exili)
- Iugoslàvia (envaïda el 6 d'abril de 1941)
- Mancomunitat de les Filipines (envaïda el 9 de desembre de 1941)
- Govern provisional per una Índia Lliure (des de 1942 fins a 1945, va ser establert pels nacionalistes indis en l'exili durant la guerra)

Uns altres caps exiliats a Gran Bretanya foren Ahmet Zogu i Haile Selassie. Exemples notables dels països ocupats que manté la sobirania parcial a través de les seves territoris d'ultramar inclouen Bèlgica i la França Lliure.

#### L'excepció danesa
L'Ocupació de Dinamarca (9 abril de 1940) va ser administrat per l'Oficina d'Afers exteriors alemanya, a diferència d'altres territoris ocupats que es trobaven sota l'administració militar. Dinamarca no estableix un govern en l'exili, encara que hi havia una Associació de Danesos Lliures establerts a Londres. El Rei Cristià X i el seu govern es van mantenir a Dinamarca, i funcionava relativament independent durant els tres primers anys de l'ocupació alemanya. Mentrestant, Islàndia, Groenlàndia i les illes Fèroe van ser ocupades per els aliats, i efectivament separat de la corona danesa.

### Guerra del Golf Pèrsic
Arran de la invasió i ocupació de Kuwait el 2 d'agost de 1990, el xeic Jaber Al-Ahmad Al-Jaber Al-Sabah i alts funcionaris del seu govern van fugir cap a Aràbia Saudita, on es va establir un govern en l'exili operant des d'un hotel de luxe a Dhahran. El govern de Kuwait en l'exili va ser molt més rics que la majoria d'aquests governs, amb plena disposició dels béns kuwaitins molt considerable als bancs occidentals; dels quals va fer ús per dur a terme una massiva campanya de propaganda denunciant l'ocupació iraquiana i la mobilització de l'opinió pública en d'Occident en favor de la guerra amb l'Iraq. Al març de 1991, després de la victòria estatunidenca en la Guerra del Golf Pèrsic, el xeic i el seu govern van poder tornar a Kuwait.